# Margate (Floride)
Margate est une ville américaine située dans le comté de Broward en Floride.

## Démographie
| 1960  | 1970  | 1980   | 1990   | 2000   | 2010   |
| ----- | ----- | ------ | ------ | ------ | ------ |
| 2 646 | 8 867 | 35 900 | 42 985 | 53 909 | 53 284 |

En 2010, sa population était de 56 284 habitants.

## Personnalité liée à la ville
- Nikolas Cruz, tueur de masse de la fusillade de Parkland y est né.

## Source de la traduction
- (en) Cet article est partiellement ou en totalité issu de l’article de Wikipédia en anglais intitulé « Margate, Florida » (voir la liste des auteurs).